# مارتن ونايت
مارتن ونايت (5 أكتوبر 1984 - ) (بالإنجليزية: Martin Knight)‏ هو لاعب كريكت بريطاني.